# Суходіл (Чортківський район)
Суході́л — село в Україні, у Гусятинській селищній громаді Чортківського району Тернопільської області. Розташоване на річці Збруч, на південному сході району. До 2015 адміністративний центр Суходільської сільської ради, якій було підпорядковано хутір Боднарівка. При Суходолі були хутори Грабарки і Задолина, виведені з облікових даних у зв'язку з переселенням жителів.
Від вересня 2015 року ввійшло у склад Гусятинської селищної громади.
Населення — 398 осіб (2018)

## Географія
У селі річка Чабарівка впадає у річку Суходіл.
Поблизу села виявлено археологічні пам'ятки трипільської культури.

## Населення

### Мова
Розподіл населення за рідною мовою за даними перепису 2001 року:
| Мова       | Кількість | Відсоток |
| ---------- | --------- | -------- |
| українська | 642       | 99.69 %  |
| російська  | 2         | 0.31 %   |
| Усього     | 644       | 100 %    |

## Історія
Перша писемна згадка — 1532 рік. Власником села був шляхтич Якуб Потоцький.
Діяла філія українського товариства «Просвіта» та інші товариства.
12 червня 2020 року, відповідно до розпорядження Кабінету Міністрів України № 724-р «Про визначення адміністративних центрів та затвердження територій територіальних громад Тернопільської області» увійшло до складу Гусятинської селищної громади.
19 липня 2020 року, в результаті адміністративно-територіальної реформи та ліквідації Гусятинського району, село увійшло до складу новоутвореного Чортківського району.

## Політика

### Парламентські вибори, 2019
На позачергових парламентських виборах 2019 року у селі функціонувала окрема виборча дільниця № 610254, розташована у приміщенні будинку культури.
Результати
- зареєстровано 450 виборців, явка 62,89 %, найбільше голосів віддано за «Слугу народу» — 41,70 %, за «Європейську Солідарність» — 16,25 %, за Всеукраїнське об'єднання «Батьківщина» — 10,60 %.[5] В одномандатному окрузі найбільше голосів отримав Микола Люшняк (самовисування) — 33,33 %, за Ігоря Сопеля (Слуга народу) — 31,90 %, за Аллу Стечишин (самовисування) — 10,39 %[6].

## Пам'ятки
- церква святого великомученика Димитрія (1909, мурована)
- капличка (2002).

Споруджено пам'ятник воїнам-односельцям, полеглим у німецько-радянській війні (1967), насипано символічну могилу Борцям за волю України (1991), встановлено пам'ятний хрест до 100-річчя скасування кріпацтва (1961).

## Соціальна сфера
Працюють ЗОШ 1-2 ступ., клуб, бібліотека, ФАП, відділення зв'язку, ПАП «Надзбруччя», торгові заклади, дитячий садок «Дзвіночок»

## Відомі люди

### Народилися
- український поет-пісняр Степан Галябарда
- український етнограф, фольклорист, культурно-громадський діяч Михайло Ломацький (1886—1968).
- польська письменниця, журналістка М. Валєвська.
- депутат Верховної Ради УРСР 2—3-го скликань Ганна Гуменна.

## Галерея

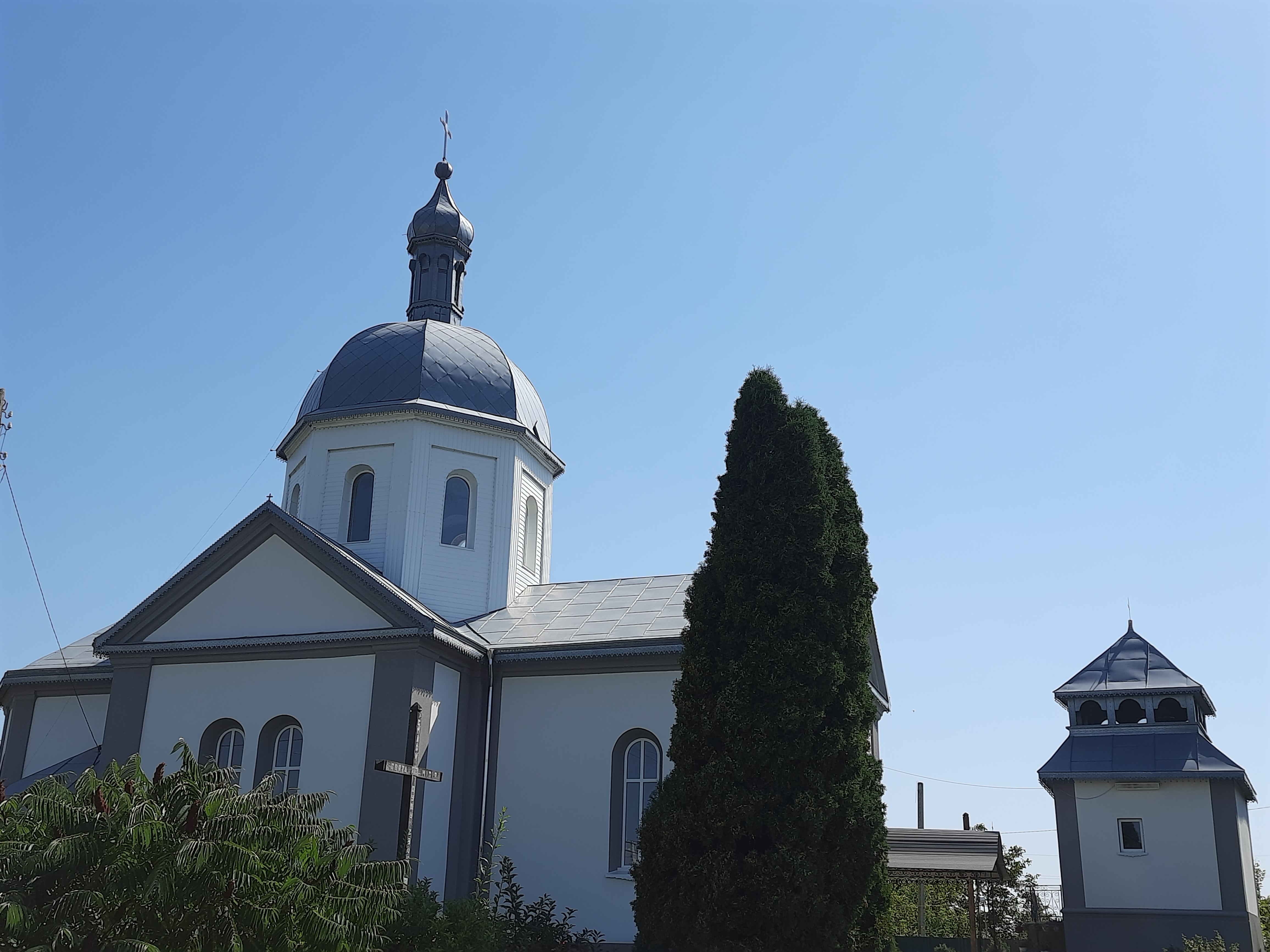
Церква Святого Дмитрія
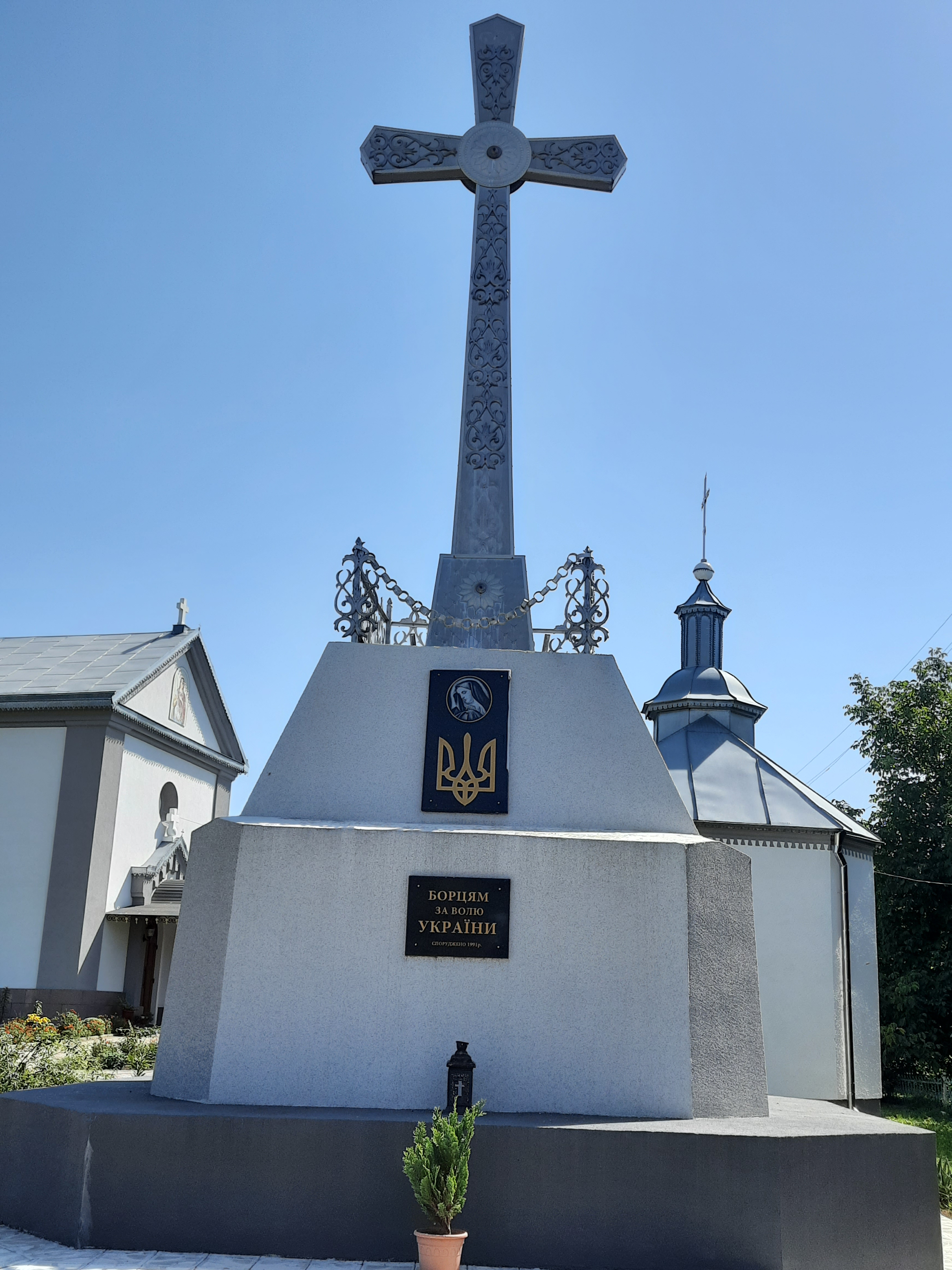
Пам'ятний знак Борцям за волю України